# Nachgelassene Aufzeichnungen des Mönches Fjodor Kusmitsch

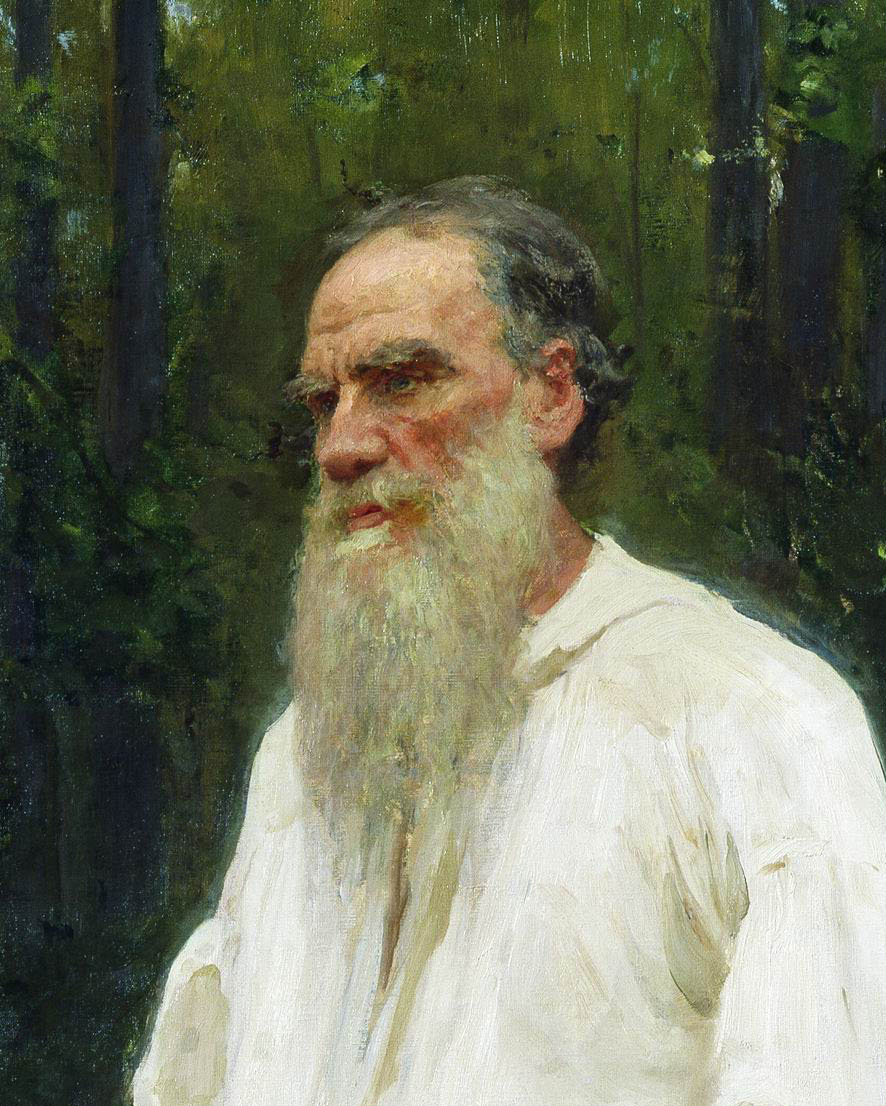
Lew Tolstoi im Jahr 1901
porträtiert von Ilja Repin

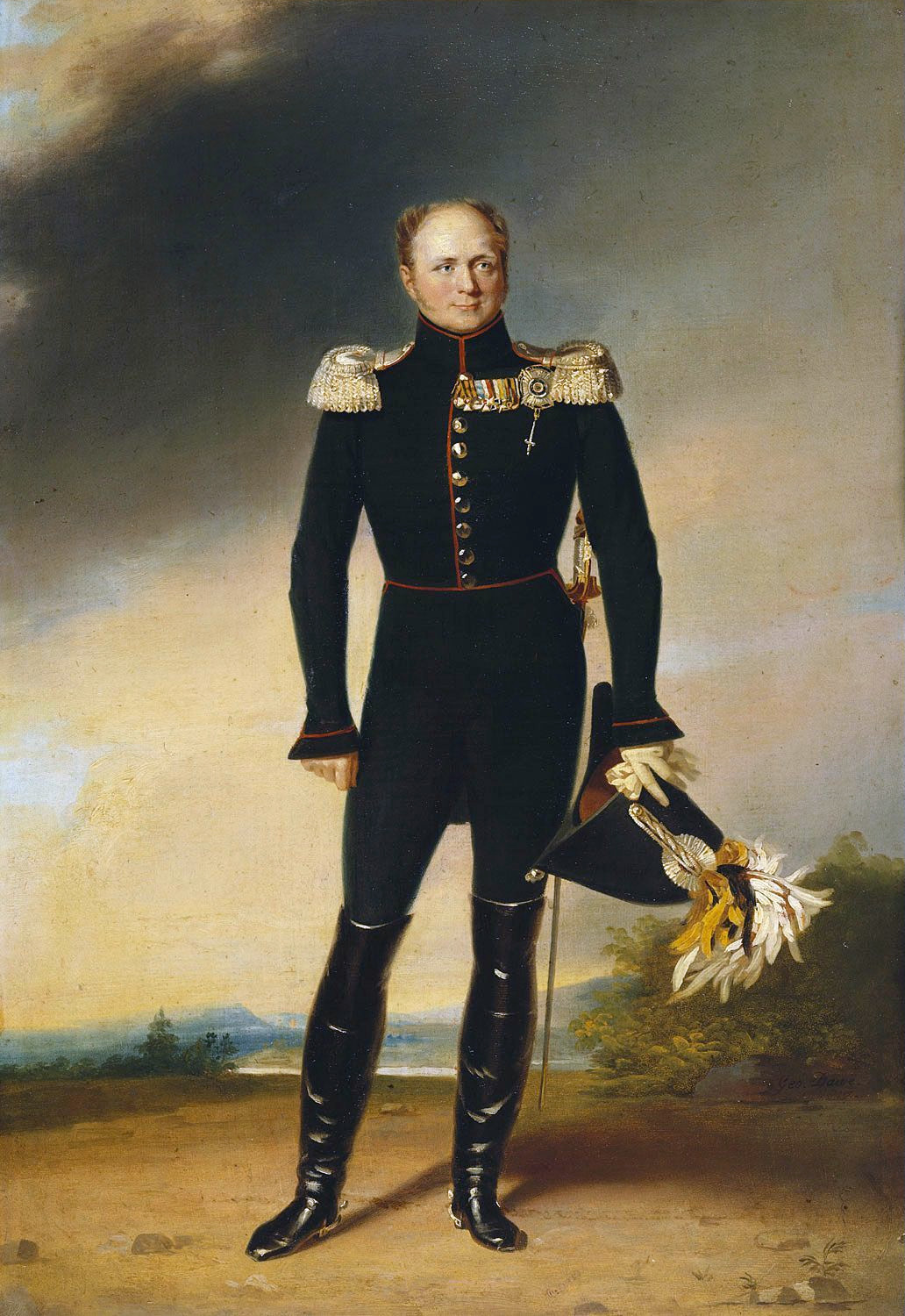
Alexander I. anno 1817 porträtiert von George Dawe

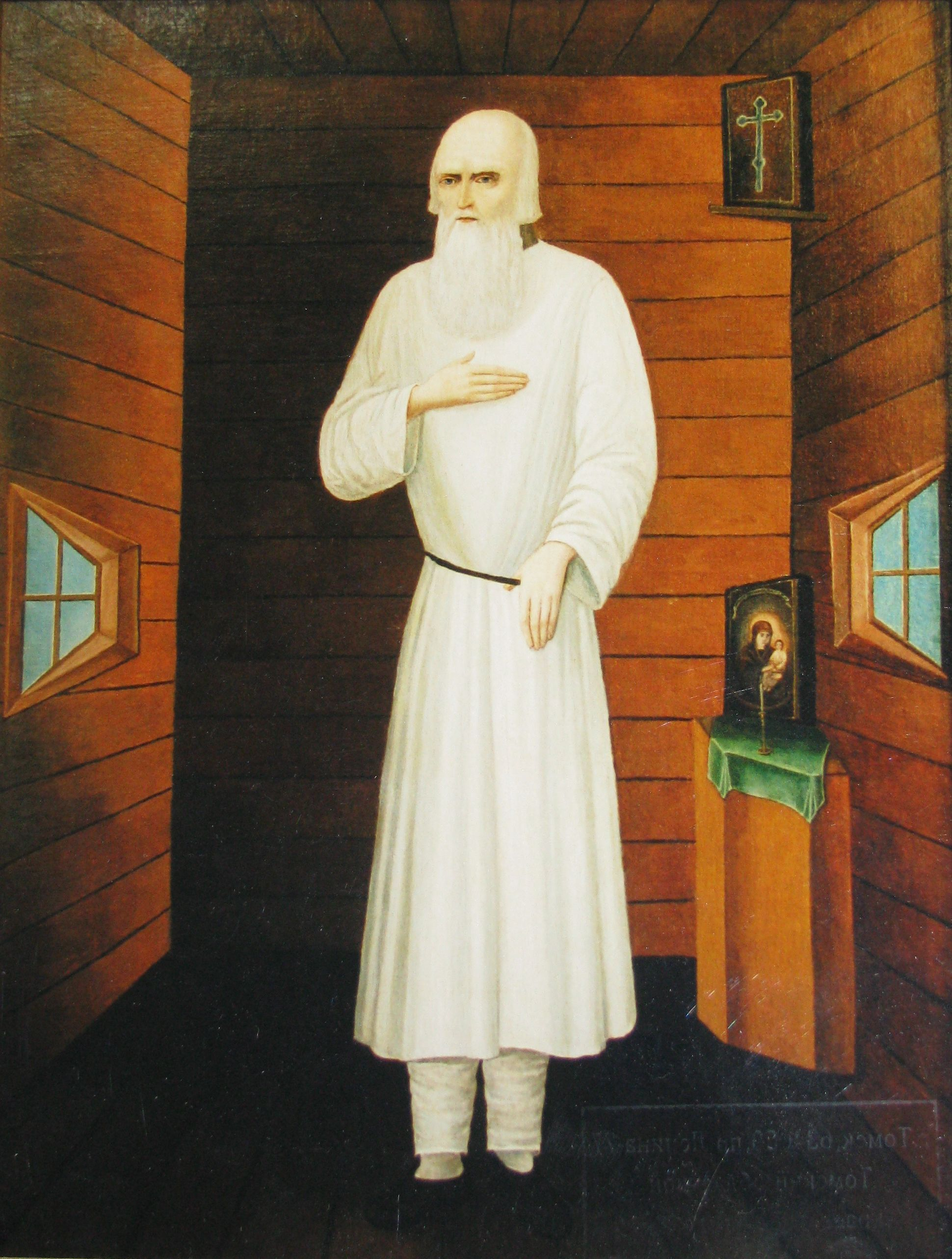
Fjodor Kusmitsch

Nachgelassene Aufzeichnungen des Mönches Fjodor Kusmitsch, auch Nachgelassene Aufzeichnungen des Greises Fjodor Kusmitsch und Die postumen Aufzeichnungen des Starez Fjodor Kusmitsch (russisch Посмертные записки старца Федора Кузьмича, Posmertnyje sapiski starza Fedora Kusmitscha), ist eine Erzählung von Lew Tolstoi, die 1905 entstand und 1912  im Künstlerischen Nachlass Tolstois in Berlin erschien. In der Sowjetunion kam das Fragment in Bd. 14 der 22-bändigen Tolstoi-Ausgabe 1983 im Verlag für Künstlerische Literatur in Moskau heraus.

## Inhalt
Tolstoi lässt in seiner fantasievollen Geschichte Alexander I., der 1825 im Alter von knapp 48 Jahren im südrussischen Taganrog verstarb, als Mönch Fjodor Kusmitsch noch gut 38 Jahre im sibirischen Krasnoretschinsk nahe Mariinsk weiterleben und 24 Jahre nach seinem Ableben aus seiner frühen Kindheit bei Hofe in Sankt Petersburg erzählen.
Bevor aus der Zarenvita erzählt wird, macht Tolstoi Plausibilisierungsversuche: Selbst die kaiserliche Familie habe noch während der Regierungszeit Alexanders III. dem Gedanken an ein Weiterleben Alexanders I. nachgehangen und sein Biograf, der Historiker Schilder, habe sich ebenso von jenem Gedanken nicht recht freimachen können. Zudem sei der Zar vor seinem Tod nicht ernsthaft erkrankt gewesen; sei in dem entlegenen Städtchen Taganrog gestorben. Vor allem sei den Augenzeugen der Einsargung das merkwürdige Aussehen das Monarchen aufgefallen – ganz zu schweigen von dem blaurot unterlaufenen Rücken und Oberschenkeln. Alexander I. habe am Ende seines Lebens mehrfach mündlich und schriftlich Rückzugswünsche aus seinem Zarenamt artikuliert. Das Weiterleben als Mönch Fjodor Kusmitsch stütze sich auf einige Gemeinsamkeiten wie zum Beispiel das gleiche Alter, die verblüffend ähnliche Statur, das Beherrschen fremder Sprachen und die Abneigung gegen die Beichte. Letzte Zweifel an der Gültigkeit seiner Behauptung von der Identität des Zaren mit dem Mönch will der Autor mit der oben genannten im Dezember 1849 von Fjodor Kusmitsch geschriebenen Vita ausräumen.
Zunächst aber teilt der Erzähler – also das Doppel Alexander I./Fjodor Kusmitsch – mit, wie ihm das Entweichen aus dem Zarenamt gelang. Dazu bediente sich der Zar des Unteroffiziers Strumenski, eines nach einem Fluchtversuch während Spießrutenlaufes zu Tode gemarterten Gardisten aus dem Semjonow-Regiment. Auch Strumenski hatte zu Lebzeiten dem Herrscher so ähnlich gesehen, weswegen er mitunter scherzhaft Alexander II. gerufen worden war. Alexander konnte einen jungen Assistenten seines Leibarztes Dr. Villier bestechen. Der Tote wurde als Zar in den Sarg gelegt und Alexander I., auf der Reise nach der Krim, war frei und bog östlich nach Sibirien ab.
Der Erzähler gesteht in seiner Lebensbeschreibung, die Mutter Zarin Maria Fjodorowna, habe ihn, der sich nicht nach der Krone, sondern nach Liebe sehnte, genauso wenig geliebt wie er sie. Der Vater Paul I. habe ihn sogar gehasst. Denn dieser fürchtete vor dem November 1796, Alexanders Großmutter Katharina II. könnte ihren Enkel Alexander an seiner statt zum Thronfolger bestimmen. Schließlich habe der Machthunger des Vaters den Sohn angesteckt und beide „körperlich und seelisch zugrunde gerichtet“. Der Erzähler hebt hervor, welch verlogene Erziehung er und sein Bruder Konstantin durch die Großmutter erfuhren, wenn diese ihnen ‚alle Menschen sind gleich‘ predigte, obwohl sie „es selbst am allerwenigsten glaubte“. Wirklich geliebt habe Alexander seine Amme Awdotja Petrowa.
In der Autobiographie des 72-jährigen Schreibers spielt die Hinwendung zum bevorstehenden Tode eine Hauptrolle. So betet er zu Gott längst nicht mehr ‚Vater, mein Wille‘, sondern ‚dein Wille geschehe‘. Überhaupt habe er sich in die sibirische Einöde zurückgezogen, weil „die allmähliche Annäherung an den Tod wirklich das einzig Vernünftige“ sei. Es geht ihm um „die Befreiung von Leidenschaften“.

## Deutschsprachige Ausgaben
- Nachgelassene Aufzeichnungen des Greises Fjodor Kusmitsch. Deutsch von Arthur Luther. S. 191–216 in: Gisela Drohla (Hrsg.): Leo N. Tolstoj. Sämtliche Erzählungen. Achter Band. Insel, Frankfurt am Main 1961 (2. Aufl. der Ausgabe in acht Bänden 1982)
- Nachgelassene Aufzeichnungen des Mönches Fjodor Kusmitsch, gestorben am 20. Januar 1864 in Sibirien, in der Nähe von Tomsk, auf dem Besitztum des Kaufmanns Chromow. Aus dem Russischen übersetzt von Hermann Asemissen. S. 511–537 in: Eberhard Dieckmann (Hrsg.): Lew Tolstoi. Hadschi Murat. Späte Erzählungen. Bd. 13 von Eberhard Dieckmann (Hrsg.), Gerhard Dudek (Hrsg.): Lew Tolstoi. Gesammelte Werke in zwanzig Bänden. Rütten und Loening, Berlin 1986 (Verwendete Ausgabe)